# Hamm (Westfalen) Hauptbahnhof
Hamm (Westf) Hbf (bis 14. Dezember 2019 Hamm (Westf), bahnbetrieblich Hamm (Westf) Pbf) ist der wichtigste Bahnhof der nordrhein-westfälischen Stadt Hamm. Sein imposantes Empfangsgebäude ist ein Aushängeschild und markanter Eingangsbereich der Stadt. Die Anlage dient gleichzeitig als wichtiger Eisenbahnknoten in Nordrhein-Westfalen, besonders für das östliche Ruhrgebiet. Er ist Teil des Netzes der Deutschen Bahn.
Der Bahnhof verzeichnet etwa 350 Ankünfte und Abfahrten pro Tag. 2019 wurden täglich etwa 27.000 Reisende und Besucher am Bahnhof gezählt.

## Geschichte

Das alte Empfangsgebäude (1906)

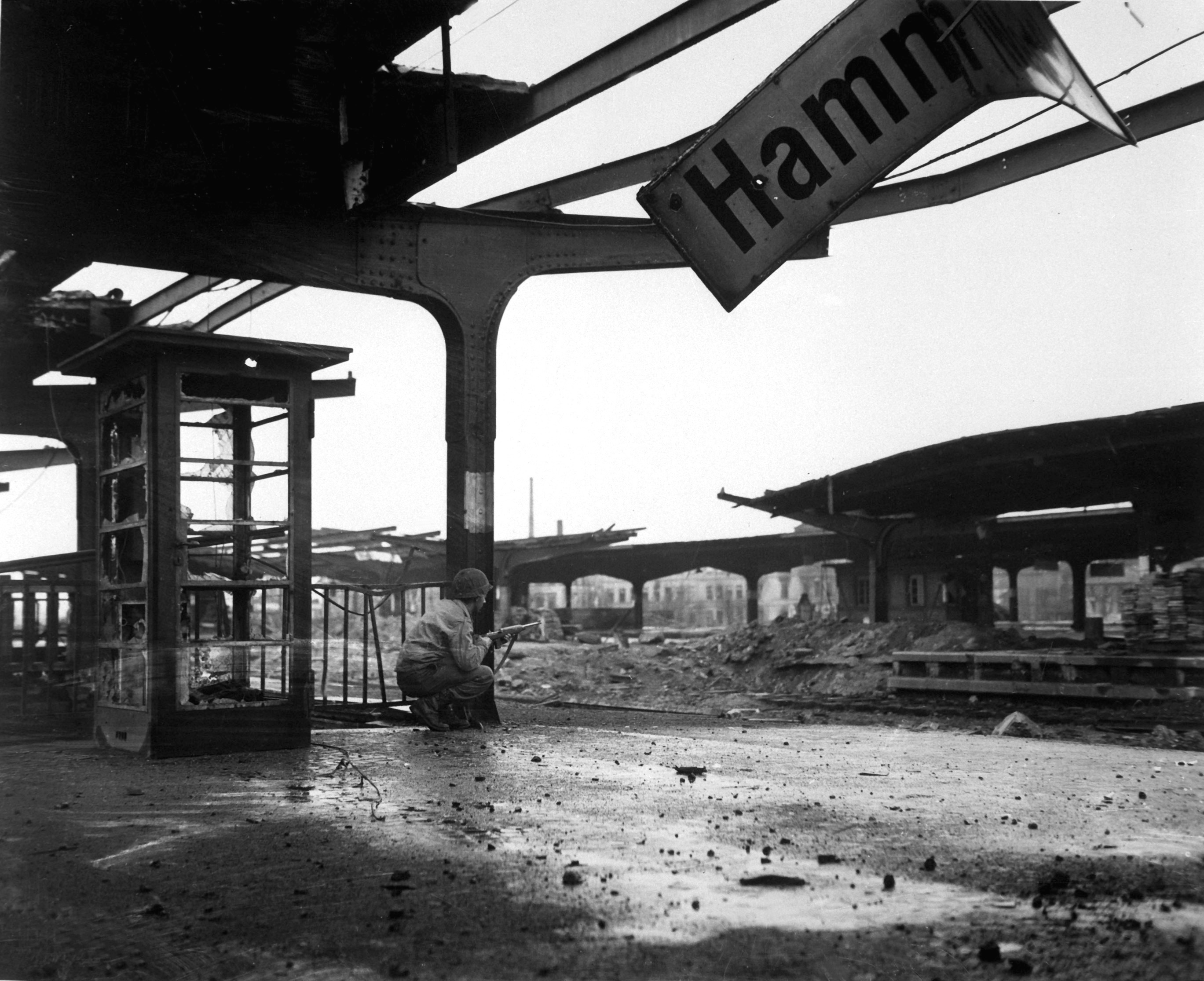
Der schwer beschädigte Bahnhof wird am 6. April 1945 von US-Soldaten eingenommen.

Der Bahnhof Hamm wurde im Zuge des Baus der Stammstrecke der Köln-Mindener Eisenbahn-Gesellschaft schon im Jahre 1847 eingeweiht. Der erste Zug erreichte am 15. Mai die Stadt an der Lippe über die Strecke von Dortmund. Fünf Monate später fuhren sie zum ersten Mal weiter über die Strecke nach Minden.
Von Anfang an war Hamm als Knotenbahnhof geplant. So wurde im Mai 1848 durch die Münster-Hammer Eisenbahn-Gesellschaft die Strecke nach Münster eröffnet und am 4. Oktober 1850 die Strecke nach Warburg über Soest und Paderborn durch die Königlich-Westfälische Eisenbahn-Gesellschaft. Schließlich eröffnete die Bergisch-Märkische Eisenbahn-Gesellschaft im Jahre 1866 ihre Strecke von Hagen über Unna.
Infolge des starken Anwachsens des Zugverkehrs reichten die Kapazitäten der Gleisanlagen bald nicht mehr aus. So wurde ab dem Jahre 1911 ein großangelegter Umbau in Angriff genommen, der 1929 abgeschlossen war. In diesem Zusammenhang wurden die Gleise angehoben und der über 60 Jahre alte Bahnhof in Form eines Inselbahnhofs durch das heutige Gebäude ersetzt, das im Jahre 1920 fertiggestellt war.
Im Rahmen dieses Umbaus wurden auch zwei große Bahnbetriebswerke errichtet: Hamm P für den Personenbahnhof und Hamm G für den Rangierbahnhof, ferner ein Abstellbahnhof für Reisezüge und ein Ortsgüterbahnhof. Hamm entwickelte sich daher zu einer typischen sogenannten Eisenbahnerstadt.
Wegen der großen Bedeutung der Bahnanlagen, insbesondere des Rangierbahnhofs, waren diese im Zweiten Weltkrieg immer wieder Luftangriffen ausgesetzt und wurden schwer beschädigt. Dabei wurde die Stadt Hamm zu über 80 % zerstört. Am 18. Juni 1945 fuhren wieder die ersten Personenzüge zwischen Hamm, Dortmund und Duisburg, ab dem 20. Juni fuhren wieder Personenzüge nach Bielefeld, Münster und Soest.
Am 10. Mai 1957 wurde die erste elektrifizierte Strecke nach Düsseldorf in Betrieb genommen, im Dezember 1970 wurde mit der Strecke nach Paderborn die letzte von Hamm ausgehende Strecke elektrifiziert.
Im Jahre 1984 wurde Hamm Intercity-Bahnhof und Anfang der 1990er Jahre kam der ICE hinzu.
Vollständig stillgelegt ist infolge der Verlagerung der Postbeförderung auf den Straßenverkehr der Postbahnhof am Nordkopf des Bahnhofs, der auch mit einem Ablaufberg versehen war. Heute sind dessen Zufahrtsgleise entfernt, das Gelände wurde an private Investoren verkauft und dient der Stadt Hamm als Abstellhalle für Fahrzeuge.
Zum Fahrplanwechsel im Dezember 2019 hat Hamm die Bezeichnung Hauptbahnhof erhalten. Der offizielle Name lautet seitdem Hamm (Westf) Hbf, die Betriebsstelle wird weiterhin als Hamm (Westf) Pbf bezeichnet.
Vollständige Barrierefreiheit erlangte der Bahnhof erst 2020 mit Nachrüstung des letzten bis dahin fehlenden Aufzugs am Bahnsteig der Gleise 12 und 13 im Rahmen des Ausbaus für den Rhein-Ruhr-Express.

## Ausblick
Im dritten Gutachterentwurf des Deutschlandtakts sind Ausbaumaßnahmen im Knoten Hamm im Umfang von 392 Millionen Euro vorgesehen.

## Empfangsgebäude

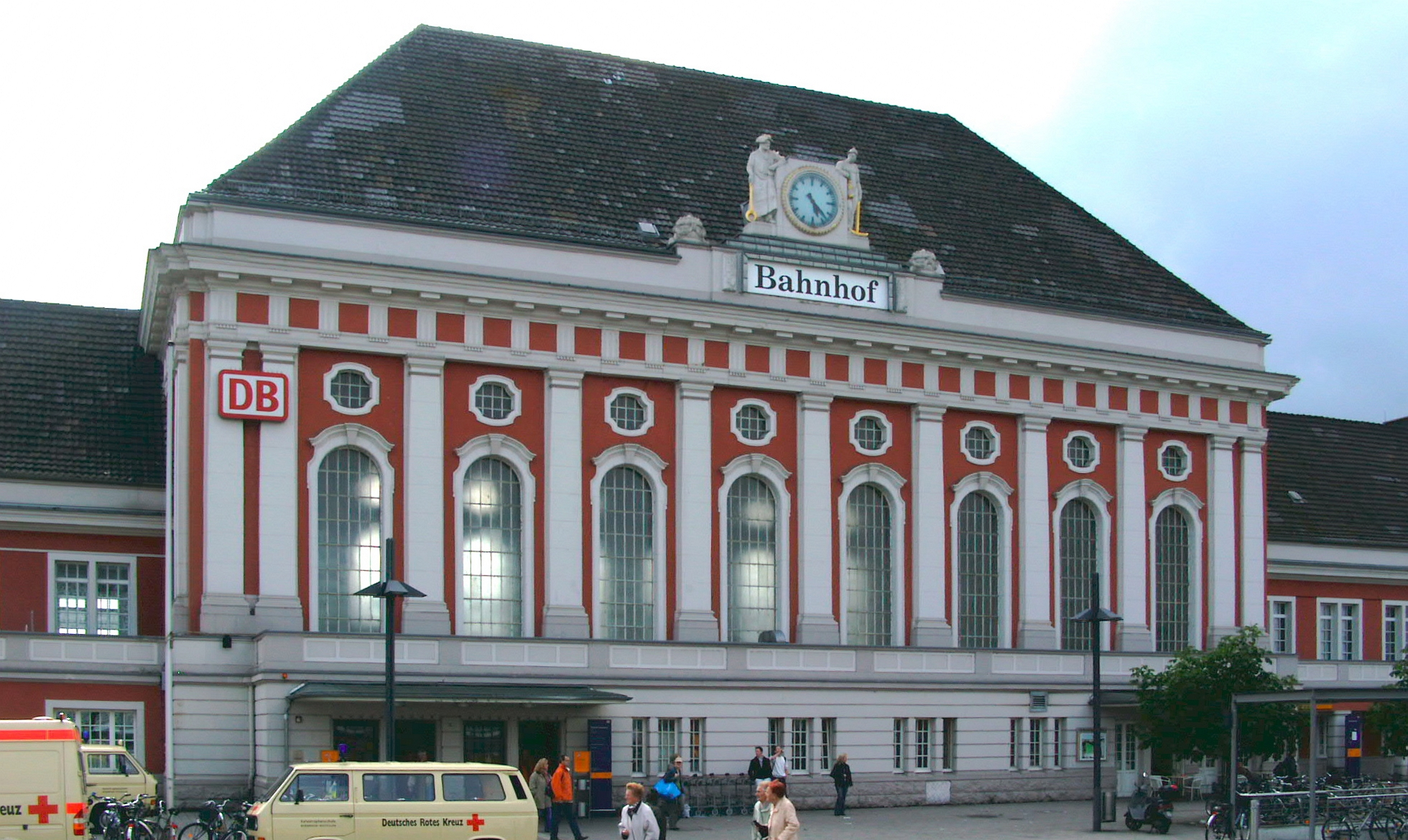
Das Empfangsgebäude im Jahr 2007

Das Empfangsgebäude in seiner heutigen Form wurde am 14. Oktober 1920 eröffnet. Es ist ein Beispiel für ein repräsentatives Bauwerk im Stil eines spätbarocke Formen zitierenden Historismus, das der Königliche Baurat Karl Hüter (1867–1920) entworfen hat. Im Zweiten Weltkrieg wurden Dach und Gewölbe beschädigt, aber sehr bald wieder hergerichtet.
Im Jahr 1985 wurde der Bahnhof im Stil der Zeit modernisiert, wobei die Stirnwände der Halle mit Metallpaneelen verkleidet und das Reisezentrum in Form einer Glashalle in die Bahnhofshalle eingebaut wurde.
Im Jahr 1999 wurde der Bahnhof im Rahmen der Internationalen Bauausstellung Emscher Park (IBA) grundlegend saniert und dabei in den Ursprungszustand zurück versetzt. So ist die Halle wieder entstanden, wie sie heute zu sehen ist. Für die authentische Sanierung erhielt der Bahnhof 2001 den Europa-Nostra-Preis.
Seit 1990 steht das Empfangsgebäude unter Denkmalschutz.

## Heutige Bedeutung
Der Bahnhof ist ein wichtiger Knotenpunkt in Westfalen am östlichen Rand des Ruhrgebiets und gehört zur zweithöchsten Preisklasse. Hier beginnen die Kursbuchstrecken 400, 410, 415.1 und 430, die Richtung Bielefeld, Münster, Dortmund, Paderborn und Hagen führen. Die Hamm-Osterfelder Bahn, auf deren östlichem Abschnitt im Jahre 1983 der Personenverkehr eingestellt wurde, ist eine wichtige Güterverkehrsstrecke.
Im Schienenpersonenfernverkehr ist Hamm Systemhalt mehrerer Intercity-Express-Linien. Eine Besonderheit stellen die aus zwei ICE-2- oder seit 2020 auch ICE 4-Teilzügen bestehenden Züge aus Berlin dar, die in Hamm geflügelt werden und separat über das mittlere Ruhrgebiet nach Düsseldorf oder via Hagen und durch das Bergische Land nach Köln fahren.
Daneben verkehren zwei Intercity-Linien zwischen Köln/Düsseldorf über das Ruhrgebiet und dem Osten Deutschlands, entweder zweistündlich via Hannover und Magdeburg nach Leipzig oder sechsstündlich über die Mitte-Deutschland-Verbindung via Kassel und Erfurt nach Gera. Eine weitere Linie verkehrt mit zwei Zugpaaren von Münster über Dortmund und Siegen nach Frankfurt.
Den Bahnhof nutzten 2008 täglich etwa 22.500 Personen im SPNV, noch 1997 waren es lediglich rund 10.000. Jeden Tag steuern etwa 350 Züge im Fern- und Nahverkehr Hamm an.
| Linie    | Linienverlauf | Takt               |
| -------- | --- | ------------------ |
| ICE 10   | Berlin Ostbahnhof – Berlin Hbf – Berlin-Spandau – Wolfsburg – Hannover – Minden – Bielefeld – Hamm – (Flügelung) Zugteil 1: Dortmund – Bochum – Essen – Duisburg – Düsseldorf Flughafen – Düsseldorf (– Köln Messe/Deutz – Köln/Bonn Flughafen) Zugteil 2 (alle zwei Stunden): Hagen – Wuppertal – Köln (– Bonn – Andernach – Koblenz) Stand: Fahrplanwechsel Dezember 2023 | 60 min             |
| ICE 41   | München – Nürnberg – Würzburg – Frankfurt – Köln Messe/Deutz – Düsseldorf – Duisburg – Essen – Bochum – Dortmund – Hamm | einzelner Zug (Sa) |
| ICE 41   | Hamm – Dortmund – Essen – Duisburg – Düsseldorf – Köln Messe/Deutz – Frankfurt – Würzburg – Nürnberg – München | einzelner Zug (So) |
| ICE 41   | München – Nürnberg – Würzburg – Fulda – Kassel-Wilhelmshöhe – Paderborn – Hamm – Dortmund – Düsseldorf (– Köln / Köln Messe/Deutz – Wiesbaden – Frankfurt) | einzelner Zug      |
| ICE 43   | Hannover – Bielefeld – Hamm – Dortmund – Hagen – Wuppertal – Solingen – Köln – Siegburg/Bonn – Frankfurt Flughafen – Mannheim – Karlsruhe – Freiburg – Basel | ein Zugpaar        |
| IC/EC 32 | Berlin – Hannover – Bielefeld – Hamm – Dortmund – Essen – Duisburg – Düsseldorf – Köln – Koblenz – Mannheim – Heidelberg – Stuttgart | Fr/So              |
| IC 34    | Frankfurt – Wetzlar – Siegen – Dortmund – Hamm – Münster | zwei Zugpaare      |
| IC 51    | Gera – Jena – Weimar – Erfurt – Kassel – Paderborn – Hamm – Dortmund – Essen – Duisburg – Düsseldorf (– Köln) | zwei Zugpaare      |
| IC 55    | Leipzig – Halle – Magdeburg – Braunschweig – Hannover – Bielefeld – Hamm – Dortmund – (Essen – Duisburg – Düsseldorf –) oder (Hagen – Wuppertal – Solingen –) Köln | 120 min            |

Hamm wird außerdem von acht Linien des Schienenpersonennahverkehrs bedient. Die S-Bahn Rhein-Ruhr endet jedoch bereits in Dortmund.
| Linie                       | Name/Linienverlauf | Takt                                                                                        | Betreiber        |
| --------------------------- | --- | ------------------------------------------------------------------------------------------- | ---------------- |
| RE 1 (RRX)                  | NRW-Express: Aachen Hbf – Aachen-Rothe Erde – Eilendorf (ein Zugpaar) –Stolberg (Rheinl) Hbf – Eschweiler Hbf – Langerwehe – Düren – Horrem – Köln-Ehrenfeld – Köln Hbf – Köln Messe/Deutz – Köln-Mülheim – Leverkusen Mitte – Düsseldorf-Benrath – Düsseldorf Hbf – Düsseldorf Flughafen – Duisburg Hbf – Mülheim (Ruhr) Hbf – Essen Hbf – Wattenscheid – Bochum Hbf – Dortmund Hbf – Dortmund-Scharnhorst (nicht stündlich, im Wechsel mit Nordbögge) – Dortmund-Kurl – Kamen-Methler – Kamen – Bönen-Nordbögge (nicht stündlich, im Wechsel mit Dortmund-Scharnhorst) – Hamm (Westf) Hbf Stand: Fahrplanwechsel Dezember 2023 | 60 min                                                                                      | National Express |
| RE 3                        | Rhein-Emscher-Express: Düsseldorf Hbf – Düsseldorf Flughafen – Duisburg Hbf – Oberhausen Hbf – Essen-Altenessen – Gelsenkirchen Hbf – Wanne-Eickel Hbf – Herne – Castrop-Rauxel Hbf – Dortmund-Mengede – Dortmund Hbf – Dortmund-Scharnhorst – Dortmund-Kurl – Kamen-Methler – Kamen – Bönen-Nordbögge – Hamm (Westf) Hbf Stand: Fahrplanwechsel Dezember 2023 | 60 min                                                                                      | eurobahn         |
| RE 6 (RRX)                  | Rhein-Weser-Express: Köln/Bonn Flughafen – Köln Hbf – Dormagen – Neuss Hbf – Düsseldorf-Bilk – Düsseldorf Hbf – Düsseldorf Flughafen – Duisburg Hbf – Mülheim (Ruhr) Hbf – Essen Hbf – Wattenscheid – Bochum Hbf – Dortmund Hbf – Kamen – Hamm (Westf) Hbf – Heessen – Ahlen (Westf) – Beckum-Neubeckum – Oelde – Rheda-Wiedenbrück – Gütersloh Hbf – Bielefeld Hbf – Herford – Löhne (Westf) – Bad Oeynhausen – Porta Westfalica – Minden (Westf) Stand: Fahrplanwechsel Dezember 2023 | 60 min                                                                                      | National Express |
| RE 7                        | Rhein-Münsterland-Express: Rheine – Emsdetten – Greven – Münster Hbf – Münster-Hiltrup – Drensteinfurt – Hamm (Westf) Hbf – Bönen – Unna – Holzwickede – Schwerte – Hagen Hbf – Ennepetal (Gevelsberg) – Schwelm – Wuppertal-Oberbarmen – Wuppertal Hbf – Solingen Hbf – Opladen – Köln Messe/Deutz – Köln Hbf – Dormagen – Neuss Hbf – Meerbusch-Osterath – Krefeld-Oppum – Krefeld Hbf Stand: Fahrplanwechsel Dezember 2023 | 60 min                                                                                      | National Express |
| RE 11 (RRX)                 | Rhein-Hellweg-Express: Kassel-Wilhelmshöhe – Hofgeismar – Warburg (Westf) – Willebadessen – Altenbeken – Paderborn Hbf – Lippstadt – Soest – Hamm (Westf) Hbf – Kamen – Dortmund Hbf – Bochum Hbf – Wattenscheid – Essen Hbf – Mülheim (Ruhr) Hbf – Duisburg Hbf – Düsseldorf Flughafen – Düsseldorf Hbf Abschnitt Düsseldorf–Hamm entfällt aufgrund einer angespannten Personalsituation bis auf einzelne Fahrten. Stand: Februar 2025 | 60 min                                                                                      | National Express |
| RE 13                       | Maas-Wupper-Express: Venlo – Kaldenkirchen – Breyell – Boisheim – Dülken – Viersen – Mönchengladbach Hbf – Neuss Hbf – Düsseldorf-Bilk – Düsseldorf Hbf – Wuppertal-Vohwinkel – Wuppertal Hbf – Wuppertal-Barmen – Wuppertal-Oberbarmen – Schwelm – Ennepetal (Gevelsberg) – Hagen Hbf – Schwerte (Ruhr) – Holzwickede – Unna – Bönen – Hamm (Westf) Hbf Stand: Fahrplanwechsel Dezember 2023 | 60 min                                                                                      | eurobahn         |
| RB 69                       | Ems-Börde-Bahn (verkehrt zwischen Münster und Hamm zusammen mit der unter gleichem Namen fahrenden RB 89): Münster (Westf) Hbf – Münster-Hiltrup – Rinkerode – Drensteinfurt – Mersch (Westf) – Bockum-Hövel – Hamm (Westf) Hbf – Heessen – Ahlen (Westf) – Beckum-Neubeckum – Oelde – Rheda-Wiedenbrück – Gütersloh Hbf – Isselhorst-Avenwedde – Bielefeld-Brackwede – Bielefeld Hbf Stand: Fahrplanwechsel Dezember 2021 | 60 min                                                                                      | Eurobahn*        |
| RB 89                       | Ems-Börde-Bahn: Münster (Westf) Hbf – Münster-Hiltrup – Rinkerode – Drensteinfurt – Mersch (Westf) – Hamm-Bockum-Hövel – Hamm (Westf) Hbf – Welver – Borgeln – Soest – Bad Sassendorf – Lippstadt – Dedinghausen – Ehringhausen – Geseke – Salzkotten – Scharmede – Paderborn Hbf (– Altenbeken – Willebadessen – Warburg (Westf)) Stand: Fahrplanwechsel Dezember 2023 | 30 min 60 min (Münster–Hamm an Wochenenden/Feiertagen) eine Fahrt Sa/So (Paderborn–Warburg) | eurobahn         |
| * mit Fahrtrichtungswechsel | |                                                                                             |                  |

Der Hauptbahnhof wird täglich von den Buslinien 1, 2, 3, 4, 5, 6, 10, 11, 12, 13, 26, 27, 32, 140, R14, R37, R41, S10 und S20, bedient. Nachts starten dort die Linien N1, N2, N3, N4, N5 und N7 der Stadtwerke Hamm (Stand 2022). Den jeweiligen Verlauf findet man unter Nahverkehr in Hamm.

## Service im Bahnhof

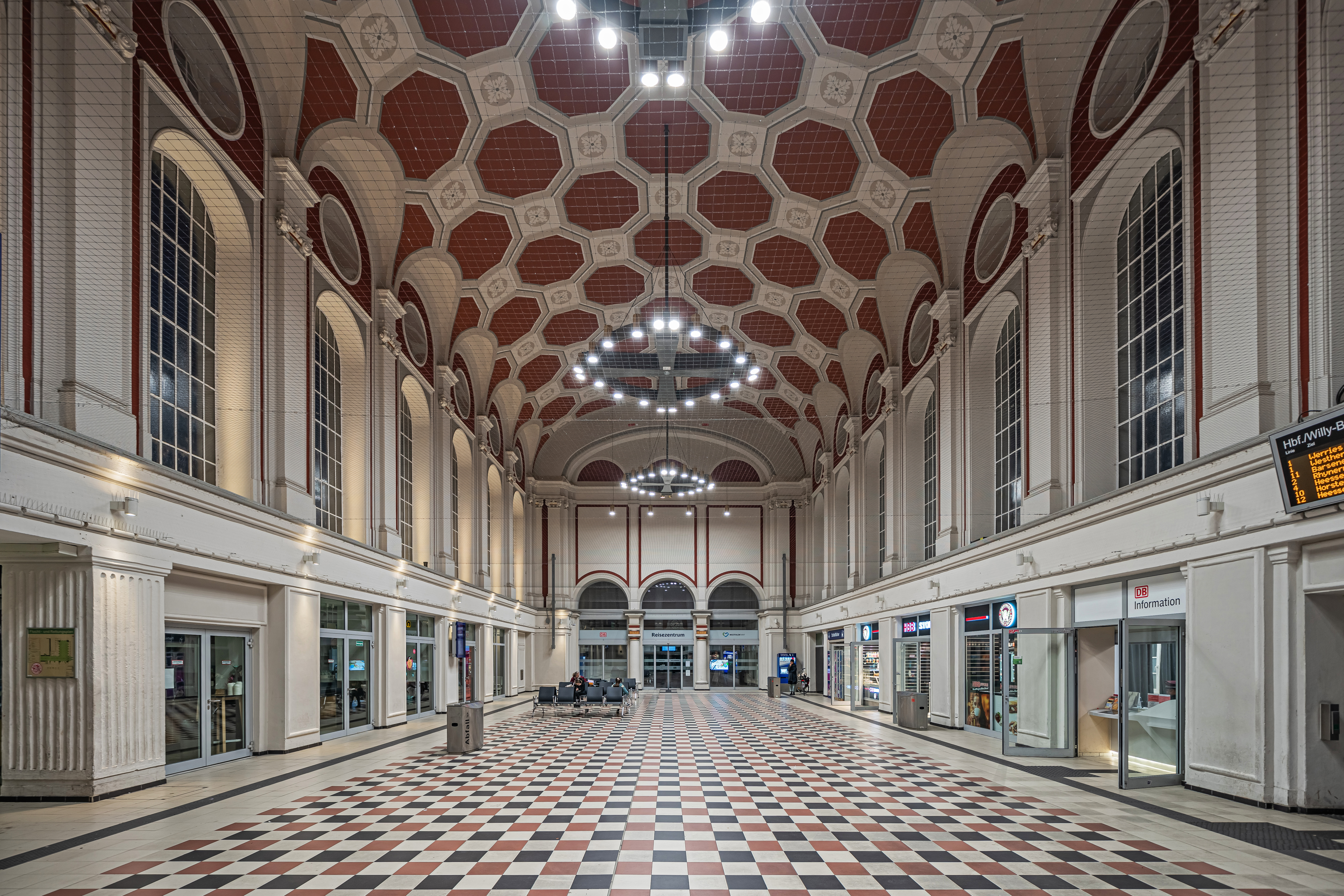
Die Bahnhofshalle

Der Bahnhof ist barrierefrei eingerichtet, alle Bahnsteige können über einen Aufzug erreicht werden. Außerdem sind Blindenleitlinien auf dem Boden.
Die Deutsche Bahn unterhält in Hamm ein Reisezentrum und eine DB-Information. Die DB-Lounge gibt es hier jedoch nicht.
In der Bahnhofshalle befinden sich ein Bistro, ein Imbiss, eine Bäckerei, eine Drogerie und ein Buch- und Zeitschriftenladen. Am Gleis 3 (Nordende) ist eine Bahnhofsmission vorhanden. Für Fahrradfahrer existiert vor dem Empfangsgebäude ein Fahrradparkhaus.
Die Toilette ist nicht rund um die Uhr zugänglich. Es existiert ein behindertengerechtes WC, der Euroschlüssel kann verwendet werden.
Busse aller Linien (mit Ausnahme der 7 und 9) halten direkt vor dem Bahnhofsgebäude, am modernen Busbahnhof „Hbf/Willy-Brandt-Platz“ mit Touristen-Information. Die vorerwähnten Linien bedienen den Westausgang, Haltestelle „Bahnhof/A.-Thyssen-Str.“
Rund um den Bahnhof gibt es zurzeit circa 220 kostenlose Park&Ride-Plätze sowie etwa 800 in Parkhäusern und Tiefgaragen, 200 davon stehen in einem Parkhaus am Westausgang zur Verfügung.
An der Nordseite des Empfangsgebäudes befindet sich das Bundespolizeirevier Hamm der Bundespolizeiinspektion Münster, sowie nebenan das Helios-Theater. In südlicher Richtung, gegenüber vom Haupteingang befindet sich ein B&B Hotel.

## Reminiszenz
Bereits im Jahr 1967 sang der deutsche Liedermacher Reinhard Mey in einer Ballade auf seiner ersten Studio-LP Ich wollte wie Orpheus singen vom „Hauptbahnhof Hamm“.
Ihr Text ist allerdings eher eine Momentaufnahme der nächtlichen Atmosphäre und hat wenig speziell mit diesem zu tun.